# Индийска свиреща патица
Индийска свиреща патица (Dendrocygna javanica) е вид птица от семейство Патицови (Anatidae). Видът е незастрашен от изчезване.

## Разпространение
Разпространен е в Бангладеш, Бутан, Бруней, Камбоджа, Китай, Индия, Индонезия, Лаос, Малайзия, Мианмар, Непал, Пакистан, Сингапур, Шри Ланка, Тайланд и Виетнам.